# Giovanni Battista Brughi
Giovanni Battista Brughi (Genova, 1660 – Roma, 1730) è stato un pittore italiano.
Allievo del Baciccio, fu autore del mosaico San Pietro che battezza i Santi Processo e Martiniano nella Basilica di San Pietro in Vaticano su disegno di Giuseppe Passeri.